# Königsfeld, Bayern
Königsfeld är en kommun och ort i Landkreis Bamberg i Regierungsbezirk Oberfranken i förbundslandet Bayern i Tyskland.
Kommunen ingår i kommunalförbundet Steinfeld tillsammans med kommunerna Stadelhofen och Wattendorf.